# Georgi Andrejev
Georgi Aleksandrovitsj Andrejev (Russisch: Георгий Александрович Андреев) (Starokoeltsjoebajevo, 7 januari 1976) is een Russische langeafstandsloper, die is gespecialiseerd in de marathon. Hij vertegenwoordigde Rusland bij verschillende grote internationale marathons en stond hierbij verschillende keren op het podium. In totaal nam hij driemaal deel aan de Olympische Spelen, maar won hierbij geen medailles. Ook was hij van 2005 tot 2009 in het bezit van het Europees record op de 25 km.

## Biografie
Zijn eerste succes boekte Andrejev in 2003 met het winnen van de marathon van Košice in 2:13.24. Het jaar erop maakte hij zijn olympisch debuut op de marathon van de Spelen van Athene. Hierbij werd hij negentiende in 2:16.55. Ook nam hij dat jaar deel aan het Wereldkampioenschap halve marathon, maar eindigde hierbij in de achterhoede.
Op 13 maart 2005 gaf hij in Seoel blijk van zijn kunnen door het Europees record op de 25 km te verbeteren tot 1:14.43. Later dat jaar werd hij 46e op de wereldkampioenschappen in Helsinki en won hij een zilveren medaille bij de marathon van Nagano.
In 2008 verbeterde Georgi Andrejev bij de marathon van Turijn zijn persoonlijk record op de marathon tot 2:11.01. Hierbij behaalde hij een zesde plaats. Deze wedstrijd werd gewonnen door de Keniaan Stephen Kibiwott, die met 2:10.13 iets minder dan een minuut sneller was. Later dat jaar moest hij op de Olympische Spelen van Peking genoegen nemen met een veertiende plaats in 2:13.33. Bij de Boston Marathon 2009 werd hij twaalfde in 2:16.17.
In 2012 behaalde hij op de Olympische Spelen in Londen een 37e plaats met een tijd van 2:18.20.
Andrejev is aangesloten bij Dynamo in Oefa.

## Persoonlijke records
Outdoor
| Onderdeel      | Prestatie       | Datum            | Plaats      |
| -------------- | --------------- | ---------------- | ----------- |
| 5000 m         | 13.49,35        | 15 juni 2008     | Zjoekovski  |
| halve marathon | 1:03.55         | 8 september 2007 | Novosibirsk |
| 25 km          | 1:14.43 (ex-AR) | 13 maart 2005    | Seoel       |
| marathon       | 2:10.25         | 30 oktober 2011  | Frankfurt   |

Indoor
| Onderdeel | Prestatie | Datum          | Plaats          |
| --------- | --------- | -------------- | --------------- |
| 3000 m    | 7.59,85   | 7 januari 2008 | Jekaterinenburg |

## Palmares

### halve marathon
- 2004: 54e WK in New Delhi - 1:09.37

### marathon
- 2003:  marathon van Košice - 2:13.24
- 2004: 6e marathon van Hamburg - 2:11.53
- 2004: 19e OS - 2:16.55
- 2005:  marathon van Nagano - 2:11.20
- 2005: 46e WK - 2:23.50
- 2006: 17e EK - 2:16.36
- 2006:  marathon van Nagano - 2:11.19
- 2007: 10e marathon van Frankfurt - 2:11.02
- 2007:  marathon van Nagano - 2:13.32
- 2008: 6e marathon van Turijn - 2:11.01
- 2008: 14e OS - 2:13.33
- 2009: 12e Boston Marathon - 2:16.17
- 2009: 5e Twin Cities Marathon - 2:13.59
- 2010: 20e marathon van Frankfurt - 2:14.08
- 2011: 15e marathon van Parijs - 2:12.13
- 2012: 37e OS - 2:18.20
- 2013: 11e marathon van Hamburg - 2:16.33